# چونگ کونگ هولدینگز

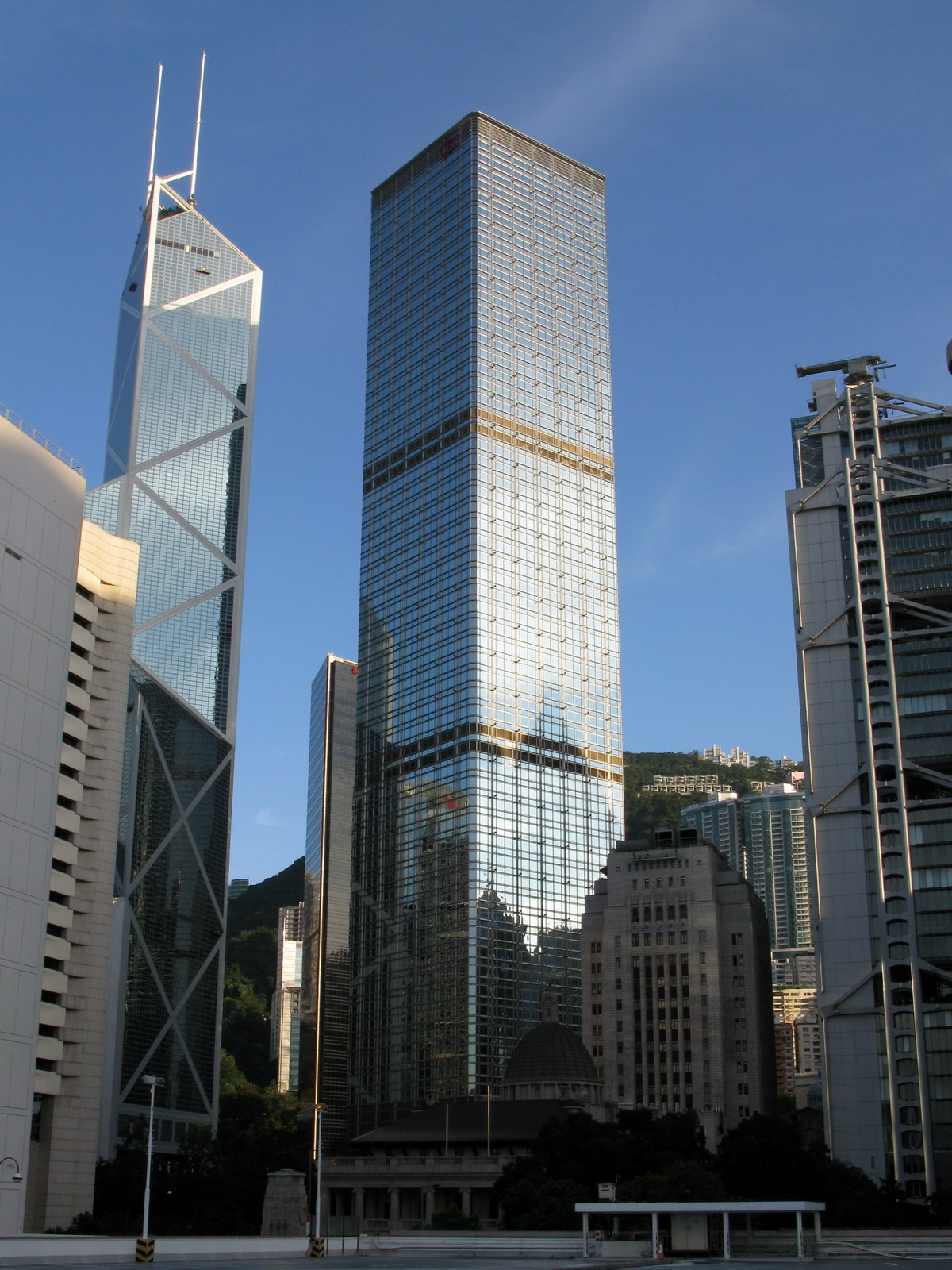
ساختمان مرکزی چونگ کونگ در هنگ کنگ

چونگ کونگ هولدینگز (به انگلیسی: Cheung Kong Holdings) شرکت خوشه‌ای هنگ کنگی است، که در زمینه فناوری اطلاعات، علوم زیستی، مخابرات و اینترنت، هتلداری و املاک و مستغلات فعالیت می‌نماید.
شرکت چونگ کونگ در سال ۱۹۵۰ توسط تاجر هنگ کنگی؛ لی کا-شینگ راه‌اندازی شد دفتر مرکزی این شرکت در هنگ کنگ قرار دارد و بخشی از سهام آن در بازار بورس اوراق بهادار هنگ کنگ معامله می‌شد. مالک اصلی این شرکت لی کا-شینگ می‌باشد، که در حال حاضر به‌عنوان هشتمین فرد ثروتمند جهان شناخته می‌شود.